# Совхоз «Татарстан»
 Совхоз «Татарстан»  — поселок в Тукаевском районе Татарстана. Административный центр Князевского сельского поселения.

## География
Находится в северо-восточной части Татарстана на расстоянии приблизительно 10 км на юго-восток от районного центра города Набережные Челны.

## История
Основан в 1929 году. Совхоз Татарстан был основан на базе села Князево. 
В 1922 году совхоз был переименован в агробазу. В 1925 году на базе «Агробаза» была организована земледельческая трудовая артель «Новая деревня». А в 1930 году на землях помещиков Татищевых и Останкова в населенных пунктах был организован совхоз «Татарстан». Земли артели «Новая деревня» тоже вошли в совхоз. В августе 1931 года земля, урожай животные, сельскохозяйственные орудия, постройки, сады, денежные средства, члены артели - все окончательно было передано в совхоз. Начиная с 1963 года, совхоз входит в подчинение Челнинского районного производственного управления сельского хозяйства Министерства сельского хозяйства Татарской АССР. Первым директором был Брунко Петр Николаевич. В совхоз вошли поселок Александровка, поселок Восходящая Заря, село Князево, деревня Елизаветино, поселок Карабаш, деревня Казыли, поселок Ленинский, деревня Чершилы. В настоящее время поселок Александровка и Карабаш не существуют, жители переехали на центральную усадьбу совхоза, часть разъехались.

## Население
Постоянных жителей было: в 1938—253, в 1949—209, в 1958—160, в 1970 — 83, в 1989—2559, 2607 в 2002 году (татары 59 %, русские 37 %), 2689 в 2010.

## Культура
Мечеть, Никольская церковь. 